# Лапанув (гміна)
Гміна Лапанув (пол. Gmina Łapanów) — сільська гміна у південній Польщі. Належить до Бохенського повіту Малопольського воєводства.
Станом на 31 грудня 2011 у гміні проживало 7771 особа.

## Площа
Згідно з даними за 2007 рік площа гміни становила 71.18 км², у тому числі:
- орні землі: 63.00%
- ліси: 27.00%

Таким чином, площа гміни становить 11.27% площі повіту.

## Населення
Станом на 31 грудня 2011:
| Опис     | Загалом | Загалом | Чоловіки | Чоловіки | Жінки | Жінки |
| -------- | ------- | ------- | -------- | -------- | ----- | ----- |
| одиниця  | осіб    | %       | осіб     | %        | осіб  | %     |
| все      | 7771    | 100     | 3907     | 50.28    | 3864  | 49.72 |
| міське   | 0       | 100     | 0        |          | 0     |       |
| сільське | 7771    | 100     | 3907     | 50.28    | 3864  | 49.72 |

## Сусідні гміни
Гміна Лапанув межує з такими гмінами: Бохня, Ґдув, Йодловник, Ліманова, Рацеховіце, Тшцяна.